# 出水酒造
出水酒造（いずみしゅぞう）は、鹿児島県出水市文化町に置く、日本の酒造メーカーである。主に焼酎を製造・販売をしている。

## 沿革
- 1950年12月12日 - 「帖佐醸造有限会社」を設立。
- 2006年8月 - 「霧島横川酒造株式会社」に社名を変更。
- 2011年4月 - 現在の「出水酒造株式会社」に社名を変更。
- 2013年12月3日 - 出水市の新工場、操業を開始。
- 2018年2月1日 - 鹿児島支店・福岡支店・関東支店を開設。

## 主要商品
- 本格焼酎 出水に舞姫
- 本格焼酎 出水に黒鶴
- 出水に鶴之里（九州限定）
- 本格芋焼酎 赤鶴
- 本格芋焼酎 泉之國
- 真鶴の里
- 鶴の一声
- 生魂
- 出水の手造り 梅酒
- 薩摩焼酎 白玉の雫

## CM出演者
- 桜庭ななみ（現：宮内ひとみ）

ほか

## 提供番組
- 開運!なんでも鑑定団（BSテレ東、TVQ九州放送）
- ALWAYS Baseball（BSテレ東）[2]